# Pablo Jauretche
Pablo Jauretche ist ein argentinischer Polospieler mit einem Handicap von 7.
Beim St. Moritz Polo World Cup on Snow 2008 spielte er für Maybach, 2012 wird er für das Team von Sal. Oppenheim reiten.
Aktuell befindet er sich mit 122 Punkten auf Rang 105 der Weltrangliste.